# Lanzarana largeni
Lanzarana largeni är en groddjursart som först beskrevs av Lanza 1978.  Lanzarana largeni ingår i släktet Lanzarana och familjen Ptychadenidae. IUCN kategoriserar arten globalt som nära hotad. Inga underarter finns listade i Catalogue of Life.